# Клаус Кинкел
Клаус Кинкел (17. децембар 1936 — 4. март 2019) био је немачки државник, државни службеник, дипломата, правник, министар спољних послова (1992—1998) и вицеканцелар Немачке (1993—1998) владе Хелмута Кола.
Кинкел је био службеник и дугогодишњи помоћник Ханс-Дитриха Геншера, лични секретар у федералном министарству унутрашњих послова од 1970. и на високим позицијама у министарству спољних послова од 1974. Био је председник савезне обавештајне службе из 1979. до 1982. године и државни секретар у федералном министарству правде од 1982. до 1991. Године 1991. постављен је за савезног министра правде, а убрзо након тога придружио се либералној странци слободних демократа. Године 1992. постао је министар спољних послова, а 1993. вицеканцелар Немачке и лидер странке слободних демократа. Владу је напустио 1998. године након савезног избора. Кинкел је био члан Бундестага од 1994. до 2002. године, а касније је био активан као адвокат и филантроп.
Током свог кратког мандата као министар правде је притиснут за изручење и кривично гоњење свргнут диктатора источне Немачке Ериха Хонекера и покушао је да оконча фракцију црвене армије. Као министар спољних послова важи за једног од најутицајнијих европских политичара деведесетих. Он је персонификовао „поуздану спољну политику", повећао немачке мировне ангажмане у иностранству, био на челу међу западним лидерима за изградњу односа са ново-демократском руском Федерацијом Бориса Јељцина и обезбедио да Немачка добије стално место у савету безбедности Организације уједињених нација. Такође се залагао за Мастришки уговор, спајањем западноевропске уније са Европском унијом како би стекла независну војну способност и проширење ЕУ. Кинкел је имао централну улогу у напорима да се разреше југословенски ратови деведесетих и предложио је стварање Хашког трибунала.

## Образовање
Рођен је у Мецингену, у Баден-Виртембергу, у католичкој породици, а одрастао је углавном у Хехингену, где је његов отац Лудвиг Леонард Кинкел радио као лекар и интерниста. Његов отац био је председник локалног тениског клуба, а Клаус Кинкел је био тенисер у младости. Године 1956. студирао је медицину, а затим право на универзитету у Бону. Придружио се католичком студентском братству. Кинкел је положио први државни правнички испит у Тибингену, други у Штутгарту и стекао је докторат права 1964. године у Келну.

## Каријера државног службеника
Године 1965. Кинкел је започео рад у савезном министарству унутрашњих послова, концентришући се на сигурност цивилног становништва. Послан је у Балинген, Баден-Виртемберг до 1966. Вратио се у национално министарство 1968. Био је лични секретар и говорник савезног министра, Ханс-Дитриха Геншера, од 1970. до 1974, и на крају шеф кабинета министра. Након што је Геншер 1974. године постављен за министра спољних послова, Кинкел је обављао високе дужности у савезном министарству спољних послова на месту шефа и особља за планирање политике.

### Председник савезне обавештајне службе
Од 1979. до 1982. био је председник савезне обавештајне службе. Њему је приписано „тихо и компетентно" враћање поверења у савезну обавештајну службу након низа скандала у претходним годинама. Такође је проширио прикупљање обавештајних података савезне обавештајне службе изван Европе.

### Државни секретар
Од 1982. до 1991. године Кинкел је био државни секретар у федералном министарству правде.

## Политичка каријера

### Федерални министар правде
Кинкел је био савезни министар правде од 18. јануара 1991. до 18. маја 1992. Међу осталим достигнућима, преузео је водећу улогу у притиску да се Ериху Хонекеру, бившем вођи источне Немачке, суди. Такође се укључио у јавне преговоре са фракцијом црвене армије и успешно их позвао да се одрекну насиља.

### Министар спољних послова и председник странке слободних демократа
У изненађујућој одлуци 29. априла 1992, чланови парламентарне групе странке слободних демократа одбацили су кандидовање новог немачког министра спољних послова и уместо тога гласали су за Кинкела да буде на челу федералног министарства спољних послова.
Кинкел је имао кључну улогу у стварању Хашког трибунала и помогао је у изради његових статута. Објавио је жељу Немачке за сталним седиштем у савету безбедности организације уједињених нација, тврдећи да Велика Британија и Француска никада неће пристати на алтернативни план по коме ће своје национално седиште спојити у једно стално седиште које представља Европску унију. Кинкел је био потписник Дејтонског мировног споразума којим је окончан рат у Босни и Херцеговини 1995. године.
Под вођством Хелмута Кола и Кинкела, немачки бундестаг 1993. године договорио је амандман у уставу из 1949. у три тачке којим ће први пут пустити немачке трупе да учествују у међународним мировним операцијама које су санкционисале уједињене нације и друга тела, под условом унапред одобреног парламента. Убрзо након тога, немачки парламент одобрио је контроверзно распоређивање војника под окриљем операције уједињених нација у Сомалији II, уклањајући последњу препреку за оно што је тада било највеће немачко распоређивање копнених снага у иностранству од Другог светског рата. Такође под вођством Кинкела, Немачка је почетком деведесетих почела да уништава залихе тенкова и другог тешког оружја, постајући прва земља која је применила уговор о конвенционалним оружаним снагама у Европи.
Кина је 1995. одбацила лични апел Кинкела да пусти кинеског дисидента. Годину дана касније, Кина је нагло отказала планирану посету Пекингу од стране Кинкела, позивајући се на немачку парламентарну резолуцију којом је осудио кинеску евиденцију о људским правима на Тибету.
Кинкел, снажни заговорник европских интеграција, успешно се залагао за то да Немачка у децембру 1992. ратификује Мастришки уговор о европској политичкој и економској унији, чинећи га десетим од дванаест држава европске заједнице које су се пријавиле. Године 1994. морао је да напусти свог кандидата за председника европске комисије, премијера Белгије, након протеста британског премијера Џона Мејџора. Године 1997. тврдио је да се Турска није квалификовала због свог записа о „људским правима, курдском питању, односима с Грчком и јасним економским питањима". На Кинкелову иницијативу, Немачка је постала прва влада која је прогласила обуставу контаката са бошњачким изасланицима у иностранству након препоруке представника међународне заједнице у Босни и Херцеговини, Карлоса Вестендорпа.
Од 21. јануара 1993. Кинкел је био и вицеканцелар Немачке. Од 1993. до 1995. године био је и председавајући странке слободних демократа. Након што су освојили једва довољно гласова да уђу у Бундестаг 1994. године, изгубили су на дванаест од четрнаест избора за државни и европски парламент, Кинкел је најавио да неће тражити реизбор за председника странке. Поднео је оставку на место министра спољних послова и вицеканцелера након пораза владе на савезним изборима 1998. године.

### Члан парламента
Кинкел је био члан бундестага, парламента Немачке, од 1994. до 2002.

## Живот након политике
Након одласка из владе 1998. године, Кинкел је радио као адвокат и бавио се бројним филантропским и пословним активностима, укључујући следеће:
- Фондација Бундеслиге, члан управног одбор[22]
- Фондација Сепа Хербергера, члан управног одбора
- Међународни клуб, члан саветодавног одбора
- Удружење нација Немачке, члан председништва[23]
- Лиман брадерс, члан европског саветодавног одбора (од 2002)[24]
- Дојче телеком, оснивач извршног одбора (2003—2014)[25]

На захтев канцеларке Ангеле Меркел, Кинкел је представљао немачку владу на сахрани 2011. султана Бин Абдулазиза Ал Суада, престолонаследника Саудијске Арабије.
У новембру 2016. Кинкел је изабран за председника новоосноване комисије фудбалског савеза Немачке; комисија је део објављеног напора Фудбалског савеза Немачке за већом транспарентношћу и интегритетом након открића финансијског скандала око светског првенства у фудбалу 2006.

## Даље читање
- Bewegte Zeiten für Europa!, in: Robertson-von Trotha, Caroline Y. (ed.): Europa in der Welt – die Welt in Europa (= Kulturwissenschaft interdisziplinär/Interdisciplinary Studies on Culture and Society, Vol. 1), Baden-Baden (2006)  978-3-8329-1934-4